# 吴强 (赛艇运动员)
吴强（1993年8月15日—），河南焦作人，中国女子赛艇运动员。她曾代表中国参加世界赛艇锦标赛，获得一枚金牌和一枚银牌。她也曾参加2018年亚洲运动会。